# Budihovac
Budihovac is een klein eiland gelegen in de Adriatische Zee, ten zuiden van het eiland Vis. Dit eiland is onbewoond.
Op het eiland bevindt zich een kiezelstrand gelegen aan een kleine ondiepe baai die door een rif afgeschermd wordt van de open zee.
In het nabijgelegen eilandje Ravnik is de groene grot, waar met een kleiner bootje in kan worden gevaren.